# Aeropuerto de Hachijojima
El aeropuerto de Hachijojima (八丈島空港 'Hachijōjima Kūkō'?) (IATA: HAC, OACI: RJTH) es un aeropuerto regional que opera en Hachijōjima en las islas Izu, Tokio, Japón.

## Historia
La Armada Imperial Japonesa estableció un campo aéreo en la isla de Hachijojima en 1926. En 1954, se cedió al control civil, gestionado por las autoridades locales de la isla, con servicio programado entre Hachijojima y Haneda en Tokio por Fujita Airlines en 1955, y posteriormente al aeropuerto de Komaki en Nagoya.
El 30 de abril de 1963, un DC-3-201E (Registro JA5039) operado por All Nippon Airways (ANA) se estrelló al aterrizar. No hubo heridos, pero el avión sufrió graves desperfectos.
Ese mismo año, el 17 de agosto de 1963 un avión DH-115 Heron (Registro JA6159) de Fujita Airlines se estrelló poco después de despegar en Hachijō-Fuji, la montaña más alta de la isla. Murieron todos los ocupantes (3 tripulantes y 16 pasajeros). Después de este accidente, Fujita Airlines se fusionó con All Nippon Airways (ANA).
Desde el año 2000, ANA pasó a ser subsidiaria de Air Nippon, operando sus vuelos a Hachijojima con un Boeing 737. Más adelante, la aeronave utilizada en la ruta se sustituyó por un 737-500, y luego por un Airbus A320. Los vuelos al aeropuerto de Oshima se suspendieron a partir de 2009.
Toho Airlines opera servicios de helicópteros desde Hachijōjima a Aogashima y Mikurajima. Sólo All Nippon Airways con Boeing 737-700, Boeing 737-800 o Airbus A320, proporciona servicios diarios hasta el aeropuerto de Haneda.

## Líneas aéreas y destinos
| Aerolíneas         | Destinos     |
| ------------------ | ------------ |
| All Nippon Airways | Tokio-Haneda |